# Neuilly-en-Donjon
 Neuilly-en-Donjon  es una población y comuna francesa, situada en la región de Auvernia, departamento de Allier, en el distrito de Vichy y cantón de Le Donjon.

## Demografía
| 488 | 486 | 398 | 363 | 309 | 228 |
| Para los censos de 1962 a 1999 la población legal corresponde a la población sin duplicidades (Fuente: INSEE [Consultar]) |     |     |     |     |     |